# کیشا فورد
کیشا فورد (انگلیسی: Kisha Ford؛ زادهٔ ۴ آوریل ۱۹۷۵) بازیکن بسکتبال، و سرمربی (بسکتبال) اهل ایالات متحده آمریکا است.